# WHL 2017/18
Die WHL-Saison 2017/18 war die 52. Spielzeit der Western Hockey League. Die reguläre Saison begann am 22. September 2017 und endete am 18. März 2018 mit dem Gewinn der Scotty Munro Memorial Trophy durch die Moose Jaw Warriors. Vom 22. März 2018 bis zum 13. Mai 2018 wurden die Playoffs um den Ed Chynoweth Cup ausgetragen, den sich die Swift Current Broncos durch ein 4:2 im Endspiel gegen die Everett Silvertips sicherten.

## Reguläre Saison

### Platzierungen
Abkürzungen: GP = Spiele, W = Siege, L = Niederlagen, OTL = Niederlage nach Overtime, SOL = Niederlage nach Shootout, GF = Erzielte Tore, GA = Gegentore, Pts = Punkte

Erläuterungen:   = Playoff-Qualifikation,  = Conference-Sieger,  = Scotty-Munro-Memorial-Trophy-Gewinner

#### Eastern Conference
| Rang | East Division         | GP | W  | L  | OTL | SOL | GF  | GA  | Pts |
| ---- | --------------------- | -- | -- | -- | --- | --- | --- | --- | --- |
| 1.   | Moose Jaw Warriors    | 72 | 52 | 15 | 2   | 3   | 326 | 216 | 109 |
| 2.   | Swift Current Broncos | 72 | 48 | 17 | 5   | 2   | 284 | 213 | 103 |
| 3.   | Regina Pats           | 72 | 40 | 25 | 6   | 1   | 245 | 235 | 87  |

| Rang | Central Division      | GP | W  | L  | OTL | SOL | GF  | GA  | Pts |
| ---- | --------------------- | -- | -- | -- | --- | --- | --- | --- | --- |
| 1.   | Medicine Hat Tigers   | 72 | 36 | 28 | 8   | 0   | 260 | 252 | 80  |
| 2.   | Lethbridge Hurricanes | 72 | 33 | 33 | 6   | 0   | 244 | 260 | 72  |
| 3.   | Red Deer Rebels       | 72 | 27 | 32 | 10  | 3   | 209 | 250 | 67  |

| Rang | Wild-Card-Teams       | Division | GP | W  | L  | OTL | SOL | GF  | GA  | Pts |
| ---- | --------------------- | -------- | -- | -- | -- | --- | --- | --- | --- | --- |
| 1.   | Brandon Wheat Kings   | E        | 72 | 40 | 27 | 3   | 2   | 272 | 255 | 85  |
| 2.   | Prince Albert Raiders | E        | 72 | 32 | 27 | 9   | 4   | 245 | 250 | 77  |
|      |                       |          |    |    |    |     |     |     |     |     |
| 3.   | Saskatoon Blades      | E        | 72 | 35 | 33 | 3   | 1   | 237 | 276 | 74  |
| 4.   | Kootenay Ice          | C        | 72 | 27 | 38 | 5   | 2   | 215 | 275 | 61  |
| 5.   | Calgary Hitmen        | C        | 72 | 24 | 37 | 9   | 2   | 226 | 276 | 59  |
| 6.   | Edmonton Oil Kings    | C        | 72 | 22 | 42 | 6   | 2   | 204 | 315 | 52  |

#### Western Conference
| Rang | B.C. Division    | GP | W  | L  | OTL | SOL | GF  | GA  | Pts |
| ---- | ---------------- | -- | -- | -- | --- | --- | --- | --- | --- |
| 1.   | Kelowna Rockets  | 72 | 43 | 22 | 5   | 2   | 280 | 249 | 93  |
| 2.   | Victoria Royals  | 72 | 39 | 27 | 4   | 2   | 287 | 264 | 84  |
| 3.   | Vancouver Giants | 72 | 36 | 27 | 6   | 3   | 233 | 257 | 81  |

| Rang | U.S. Division        | GP | W  | L  | OTL | SOL | GF  | GA  | Pts |
| ---- | -------------------- | -- | -- | -- | --- | --- | --- | --- | --- |
| 1.   | Everett Silvertips   | 72 | 47 | 20 | 2   | 3   | 246 | 167 | 99  |
| 2.   | Portland Winterhawks | 72 | 44 | 22 | 1   | 5   | 274 | 214 | 94  |
| 3.   | Spokane Chiefs       | 72 | 41 | 25 | 3   | 3   | 282 | 240 | 88  |

| Rang | Wild-Card-Teams       | Division | GP | W  | L  | OTL | SOL | GF  | GA  | Pts |
| ---- | --------------------- | -------- | -- | -- | -- | --- | --- | --- | --- | --- |
| 1.   | Tri-City Americans    | U        | 72 | 38 | 25 | 8   | 1   | 255 | 249 | 85  |
| 2.   | Seattle Thunderbirds  | U        | 72 | 34 | 28 | 8   | 2   | 250 | 258 | 78  |
| 3.   | Kamloops Blazers      | B        | 72 | 30 | 37 | 1   | 4   | 212 | 237 | 65  |
| 4.   | Prince George Cougars | B        | 72 | 24 | 38 | 5   | 5   | 217 | 295 | 58  |

### Beste Scorer
Abkürzungen: GP = Spiele, G = Tore, A = Assists, Pts = Punkte, +/− = Plus/Minus, PIM = Strafminuten; Fett: Bestwert
| Spieler            | Team                  | GP | G  | A  | Pts | +/− | PIM |
| ------------------ | --------------------- | -- | -- | -- | --- | --- | --- |
| Jayden Halbgewachs | Moose Jaw Warriors    | 72 | 70 | 59 | 129 | +43 | 12  |
| Glenn Gawdin       | Swift Current Broncos | 67 | 56 | 69 | 125 | +61 | 101 |
| Aleksi Heponiemi   | Swift Current Broncos | 57 | 28 | 90 | 118 | +42 | 28  |
| Brayden Burke      | Moose Jaw Warriors    | 61 | 31 | 82 | 113 | +44 | 45  |
| Matthew Phillips   | Victoria Royals       | 71 | 48 | 64 | 112 | +20 | 32  |
| Tyler Steenbergen  | Swift Current Broncos | 56 | 47 | 55 | 102 | +52 | 44  |
| Cody Glass         | Portland Winterhawks  | 64 | 37 | 65 | 102 | +42 | 26  |
| Ty Lewis           | Brandon Wheat Kings   | 70 | 44 | 56 | 100 | +16 | 60  |
| Patrick Bajkov     | Everett Silvertips    | 72 | 33 | 67 | 100 | +19 | 56  |
| Justin Almeida     | Moose Jaw Warriors    | 72 | 43 | 55 | 98  | +42 | 10  |

### Beste Torhüter
Die kombinierte Tabelle zeigt die jeweils drei besten Torhüter in den Kategorien Gegentorschnitt und Fangquote sowie die jeweils Führenden in den Kategorien Shutouts und Siege.
Abkürzungen: GP = Spiele, Min = Eiszeit (in Minuten), W = Siege, L = Niederlagen, OTL = Overtime/Shootout-Niederlagen, GA = Gegentore, SO = Shutouts, Sv% = gehaltene Schüsse (in %), GAA = Gegentorschnitt; Fett: Bestwert; Sortiert nach Gegentorschnitt. Erfasst werden nur Torhüter mit 1728 absolvierten Spielminuten.
| Spieler          | Team                  | GP | Min  | W  | L  | OTL | GA  | SO | Sv%  | GAA  |
| ---------------- | --------------------- | -- | ---- | -- | -- | --- | --- | -- | ---- | ---- |
| Carter Hart      | Everett Silvertips    | 41 | 2437 | 31 | 6  | 4   | 65  | 7  | 94,7 | 1,60 |
| Cole Kehler      | Portland Winterhawks  | 53 | 3079 | 30 | 16 | 5   | 142 | 4  | 90,9 | 2,77 |
| Max Paddock      | Regina Pats           | 33 | 1738 | 19 | 7  | 2   | 84  | 0  | 90,4 | 2,90 |
| Griffen Outhouse | Victoria Royals       | 60 | 3296 | 35 | 17 | 5   | 169 | 2  | 91,4 | 3,08 |
| Logan Flodell    | Lethbridge Hurricanes | 61 | 3474 | 38 | 18 | 4   | 181 | 3  | 90,9 | 3,13 |
| Patrick Dea      | Tri-City Americans    | 47 | 2592 | 22 | 14 | 7   | 137 | 2  | 91,3 | 3,17 |

## Playoffs

### Playoff-Baum
|  | Conference-Viertelfinale | Conference-Viertelfinale | Conference-Viertelfinale |                       |                       | Conference-Halbfinale | Conference-Halbfinale | Conference-Halbfinale |  |  | Conference-Finale | Conference-Finale | Conference-Finale |  |  | Ed-Chynoweth-Cup-Finale | Ed-Chynoweth-Cup-Finale | Ed-Chynoweth-Cup-Finale |
|  |                          |                          |                          |                       |                       |                       |                       |                       |  |  |                   |                   |                   |  |  |                         |                         |                         |
|  | E1                       | Moose Jaw Warriors       | 4                        |                       |                       |                       |                       |                       |  |  |                   |                   |                   |  |  |                         |                         |                         |
|  | EWC2                     | Prince Albert Raiders    | 3                        |                       |                       |                       |                       |                       |  |  |                   |                   |                   |  |  |                         |                         |                         |
|  | EWC2                     | Prince Albert Raiders    | 3                        | E1                    | Moose Jaw Warriors    | 3                     |                       |                       |  |  |                   |                   |                   |  |  |                         |                         |                         |
|  |                          |                          |                          | E1                    | Moose Jaw Warriors    | 3                     |                       |                       |  |  |                   |                   |                   |  |  |                         |                         |                         |
|  |                          |                          | E2                       | Swift Current Broncos | 4                     |                       |                       |                       |  |  |                   |                   |                   |  |  |                         |                         |                         |
|  | E2                       | Swift Current Broncos    | E2                       | Swift Current Broncos | 4                     | 4                     |                       |                       |  |  |                   |                   |                   |  |  |                         |                         |                         |
|  | E2                       | Swift Current Broncos    |                          |                       |                       | 4                     |                       |                       |  |  |                   |                   |                   |  |  |                         |                         |                         |
|  | E3                       | Regina Pats              | 3                        |                       |                       |                       |                       |                       |  |  |                   |                   |                   |  |  |                         |                         |                         |
|  | E3                       | Regina Pats              | 3                        | E2                    | Swift Current Broncos | 4                     |                       |                       |  |  |                   |                   |                   |  |  |                         |                         |                         |
|  |                          |                          |                          | E2                    | Swift Current Broncos | 4                     | Eastern Conference    |                       |  |  |                   |                   |                   |  |  |                         |                         |                         |
|  |                          | C2                       | Lethbridge Hurricanes    | 2                     |                       |                       |                       |                       |  |  |                   |                   |                   |  |  |                         |                         |                         |
|  | C1                       | C2                       | Lethbridge Hurricanes    | 2                     | Medicine Hat Tigers   | 2                     |                       |                       |  |  |                   |                   |                   |  |  |                         |                         |                         |
|  | C1                       |                          |                          |                       | Medicine Hat Tigers   | 2                     |                       |                       |  |  |                   |                   |                   |  |  |                         |                         |                         |
|  | EWC1                     | Brandon Wheat Kings      | 4                        |                       |                       |                       |                       |                       |  |  |                   |                   |                   |  |  |                         |                         |                         |
|  | EWC1                     | Brandon Wheat Kings      | 4                        | EWC1                  | Brandon Wheat Kings   | 1                     |                       |                       |  |  |                   |                   |                   |  |  |                         |                         |                         |
|  |                          |                          |                          | EWC1                  | Brandon Wheat Kings   | 1                     |                       |                       |  |  |                   |                   |                   |  |  |                         |                         |                         |
|  |                          |                          | C2                       | Lethbridge Hurricanes | 4                     |                       |                       |                       |  |  |                   |                   |                   |  |  |                         |                         |                         |
|  | C2                       | Lethbridge Hurricanes    | C2                       | Lethbridge Hurricanes | 4                     | 4                     |                       |                       |  |  |                   |                   |                   |  |  |                         |                         |                         |
|  | C2                       | Lethbridge Hurricanes    |                          |                       |                       |                       |                       |                       |  |  |                   |                   |                   |  |  |                         |                         |                         |
|  | C3                       | Red Deer Rebels          | 1                        |                       |                       |                       |                       |                       |  |  |                   |                   |                   |  |  |                         |                         |                         |
|  | C3                       | Red Deer Rebels          | 1                        | E2                    | Swift Current Broncos | 4                     |                       |                       |  |  |                   |                   |                   |  |  |                         |                         |                         |
|  |                          |                          |                          |                       |                       |                       |                       |                       |  |  |                   |                   |                   |  |  |                         |                         |                         |
|  |                          | U1                       | Everett Silvertips       | 2                     |                       |                       |                       |                       |  |  |                   |                   |                   |  |  |                         |                         |                         |
|  | B1                       | U1                       | Everett Silvertips       | 2                     | Kelowna Rockets       | 0                     |                       |                       |  |  |                   |                   |                   |  |  |                         |                         |                         |
|  | B1                       |                          |                          |                       | Kelowna Rockets       | 0                     |                       |                       |  |  |                   |                   |                   |  |  |                         |                         |                         |
|  | WWC1                     | Tri-City Americans       | 4                        |                       |                       |                       |                       |                       |  |  |                   |                   |                   |  |  |                         |                         |                         |
|  | WWC1                     | Tri-City Americans       | 4                        | WWC1                  | Tri-City Americans    | 4                     |                       |                       |  |  |                   |                   |                   |  |  |                         |                         |                         |
|  |                          |                          |                          | WWC1                  | Tri-City Americans    | 4                     |                       |                       |  |  |                   |                   |                   |  |  |                         |                         |                         |
|  |                          |                          | B2                       | Victoria Royals       | 0                     |                       |                       |                       |  |  |                   |                   |                   |  |  |                         |                         |                         |
|  | B2                       | Victoria Royals          | B2                       | Victoria Royals       | 0                     | 4                     |                       |                       |  |  |                   |                   |                   |  |  |                         |                         |                         |
|  | B2                       | Victoria Royals          |                          |                       |                       | 4                     |                       |                       |  |  |                   |                   |                   |  |  |                         |                         |                         |
|  | B3                       | Vancouver Giants         | 3                        |                       |                       |                       |                       |                       |  |  |                   |                   |                   |  |  |                         |                         |                         |
|  | B3                       | Vancouver Giants         | 3                        | WWC1                  | Tri-City Americans    | 2                     |                       |                       |  |  |                   |                   |                   |  |  |                         |                         |                         |
|  |                          |                          |                          | WWC1                  | Tri-City Americans    | 2                     | Western Conference    |                       |  |  |                   |                   |                   |  |  |                         |                         |                         |
|  |                          | U1                       | Everett Silvertips       | 4                     |                       |                       |                       |                       |  |  |                   |                   |                   |  |  |                         |                         |                         |
|  | U1                       | U1                       | Everett Silvertips       | 4                     | Everett Silvertips    | 4                     |                       |                       |  |  |                   |                   |                   |  |  |                         |                         |                         |
|  | U1                       |                          |                          |                       |                       |                       |                       |                       |  |  |                   |                   |                   |  |  |                         |                         |                         |
|  | WWC2                     | Seattle Thunderbirds     | 1                        |                       |                       |                       |                       |                       |  |  |                   |                   |                   |  |  |                         |                         |                         |
|  | WWC2                     | Seattle Thunderbirds     | 1                        | U1                    | Everett Silvertips    | 4                     |                       |                       |  |  |                   |                   |                   |  |  |                         |                         |                         |
|  |                          |                          |                          | U1                    | Everett Silvertips    | 4                     |                       |                       |  |  |                   |                   |                   |  |  |                         |                         |                         |
|  |                          |                          | U2                       | Portland Winterhawks  | 1                     |                       |                       |                       |  |  |                   |                   |                   |  |  |                         |                         |                         |
|  | U2                       | Portland Winterhawks     | U2                       | Portland Winterhawks  | 1                     | 4                     |                       |                       |  |  |                   |                   |                   |  |  |                         |                         |                         |
|  | U2                       | Portland Winterhawks     |                          |                       |                       |                       |                       |                       |  |  |                   |                   |                   |  |  |                         |                         |                         |
|  | U3                       | Spokane Chiefs           | 3                        |                       |                       |                       |                       |                       |  |  |                   |                   |                   |  |  |                         |                         |                         |

### Ed-Chynoweth-Cup-Sieger
| Ed-Chynoweth-Cup-Sieger Swift Current Broncos | Torhüter: Joel Hofer, Stuart Skinner Verteidiger: Jacson Alexander, Josh Anderson, Connor Horning, Sahvan Khaira, Noah King, Colby Sissons, Carter Spenst Angreifer: Kaden Elder, Giorgio Estephan, Logan Foster, Andrew Fyten, Kole Gable, Glenn Gawdin, Matteo Gennaro, Aleksi Heponiemi, Beck Malenstyn, Artjom Minulin, Tanner Nagel, Max Patterson, Ethan Regnier, Tyler Steenbergen, Quinton Waitzner, Mackenzie Wight Cheftrainer: Emanuel Viveiros |

### Beste Scorer
Abkürzungen: GP = Spiele, G = Tore, A = Assists, Pts = Punkte, +/− = Plus/Minus, PIM = Strafminuten; Fett: Bestwert
| Spieler           | Team                  | GP | G  | A  | Pts | +/− | PIM |
| ----------------- | --------------------- | -- | -- | -- | --- | --- | --- |
| Brad Morrison     | Lethbridge Hurricanes | 16 | 16 | 21 | 37  | +8  | 6   |
| Michael Rasmussen | Tri-City Americans    | 14 | 16 | 17 | 33  | +8  | 4   |
| Glenn Gawdin      | Swift Current Broncos | 24 | 14 | 18 | 32  | +10 | 32  |
| Aleksi Heponiemi  | Swift Current Broncos | 26 | 5  | 25 | 30  | +5  | 2   |
| Garrett Pilon     | Everett Silvertips    | 22 | 11 | 17 | 28  | +22 | 8   |
| Morgan Geekie     | Tri-City Americans    | 14 | 17 | 10 | 27  | +5  | 4   |
| Tyler Steenbergen | Swift Current Broncos | 26 | 12 | 15 | 27  | +7  | 12  |
| Connor Dewar      | Everett Silvertips    | 22 | 12 | 14 | 26  | +24 | 24  |
| Jordy Bellerive   | Lethbridge Hurricanes | 16 | 9  | 16 | 25  | +5  | 20  |
| Patrick Bajkov    | Everett Silvertips    | 22 | 14 | 9  | 23  | +8  | 18  |

### Beste Torhüter
Die kombinierte Tabelle zeigt die jeweils drei besten Torhüter in den Kategorien Gegentorschnitt und Fangquote sowie die jeweils Führenden in den Kategorien Shutouts und Siege.
Abkürzungen: GP = Spiele, Min = Eiszeit (in Minuten), W = Siege, L = Niederlagen, OTL = Overtime/Shootout-Niederlagen, GA = Gegentore, SO = Shutouts, Sv% = gehaltene Schüsse (in %), GAA = Gegentorschnitt; Fett: Bestwert; Sortiert nach Gegentorschnitt. Erfasst werden nur Torhüter mit 240 absolvierten Spielminuten.
| Spieler           | Team                  | GP | Min  | W  | L | OTL | GA | SO | Sv%  | GAA  |
| ----------------- | --------------------- | -- | ---- | -- | - | --- | -- | -- | ---- | ---- |
| Stuart Skinner    | Swift Current Broncos | 26 | 1609 | 16 | 8 | 2   | 59 | 6  | 93,2 | 2,20 |
| Carter Hart       | Everett Silvertips    | 22 | 1325 | 14 | 5 | 3   | 53 | 2  | 92,1 | 2,40 |
| Logan Flodell     | Lethbridge Hurricanes | 16 | 968  | 10 | 5 | 1   | 45 | 2  | 90,6 | 2,79 |
| Dawson Weatherill | Spokane Chiefs        | 5  | 284  | 2  | 3 | 0   | 14 | 0  | 91,2 | 2,96 |

## Auszeichnungen

### All-Star-Teams

#### Eastern Conference
| First All-Star-Team |                                                      |
| Angriff:            | Glenn Gawdin – Jayden Halbgewachs – Aleksi Heponiemi |
| Verteidigung:       | Kale Clague – David Quenneville                      |
| Tor:                | Logan Flodell                                        |

| Second All-Star-Team |                                                     |
| Angriff:             | Jordy Bellerive – Brayden Burke – Tyler Steenbergen |
| Verteidigung:        | Josh Mahura – Colby Sissons                         |
| Tor:                 | Logan Thompson                                      |

#### Western Conference
| First All-Star-Team |                                                      |
| Angriff:            | Jaret Anderson-Dolan – Cody Glass – Matthew Phillips |
| Verteidigung:       | Callan Foote – Ty Smith                              |
| Tor:                | Carter Hart                                          |

| Second All-Star-Team |                                           |
| Angriff:             | Patrick Bajkov – Dillon Dubé – Ty Ronning |
| Verteidigung:        | Henri Jokiharju – Juuso Välimäki          |
| Tor:                 | David Tendeck                             |

### Vergebene Trophäen
| Auszeichnung                      | Auszeichnung                 | Team                                   |
| --------------------------------- | ---------------------------- | -------------------------------------- |
| Ed Chynoweth Cup                  | Ed Chynoweth Cup             | Swift Current Broncos                  |
| Scotty Munro Memorial Trophy      | Scotty Munro Memorial Trophy | Moose Jaw Warriors                     |
| Auszeichnung                      | Spieler                      | Team                                   |
| Four Broncos Memorial Trophy      | Carter Hart                  | Everett Silvertips                     |
| Bob Clarke Trophy                 | Jayden Halbgewachs           | Moose Jaw Warriors                     |
| Bill Hunter Memorial Trophy       | Kale Clague                  | Brandon Wheat Kings Moose Jaw Warriors |
| Jim Piggott Memorial Trophy       | Dylan Cozens                 | Lethbridge Hurricanes                  |
| Del Wilson Trophy                 | Carter Hart                  | Everett Silvertips                     |
| WHL Plus-Minus Award              | Glenn Gawdin                 | Swift Current Broncos                  |
| Brad Hornung Trophy               | Aleksi Heponiemi             | Swift Current Broncos                  |
| Daryl K. (Doc) Seaman Trophy      | Ty Smith                     | Spokane Chiefs                         |
| Dunc McCallum Memorial Trophy     | Emanuel Viveiros             | Swift Current Broncos                  |
| Lloyd Saunders Memorial Trophy    | Garry Davidson               | Everett Silvertips                     |
| Doug Wickenheiser Memorial Trophy | Ty Ronning                   | Vancouver Giants                       |
| WHL Playoff MVP                   | Glenn Gawdin                 | Swift Current Broncos                  |